# Coronel Murta
Coronel Murta este un oraș în unitatea federativă Minas Gerais (MG), Brazilia.